# Dassault Falcon 7X
Dassault Falcon 7X — реактивный самолёт бизнес-класса.

Выпускается компанией Dassault Aviation, сконструирован на базе Falcon 900. Представлен на Парижском авиасалоне 2001 года, его первый полет состоялся 5 мая 2005 года и поступил в серийное производство 15 июня 2007 года. Falcon 8X, впервые поставленный 5 октября 2016 года, создан на базе 7X и имеет увеличенную дальность полета до  11 950 км, что стало возможным благодаря оптимизации двигателя, аэродинамическим усовершенствованиям, а также увеличению запаса топлива.

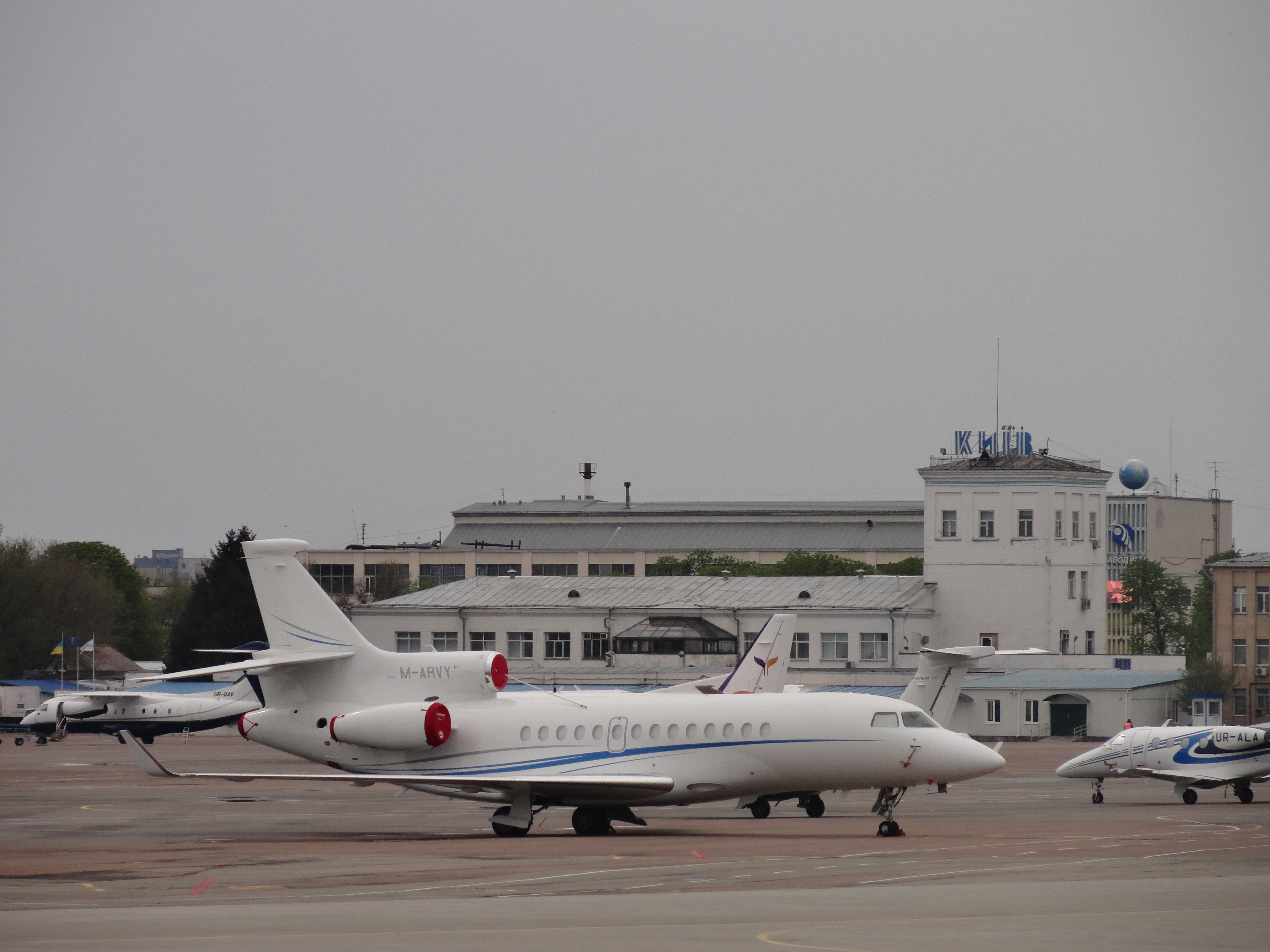
Falcon 7X в Киевском аэропорту Жуляны

Два таких самолёта (с регистрационными номерами RA-09007, RA-09009) использует российский специальный лётный отряд на базе государственной авиакомпании «Россия» для перевозки высших должностных лиц государства.

## Falcon 7X

### Разработка

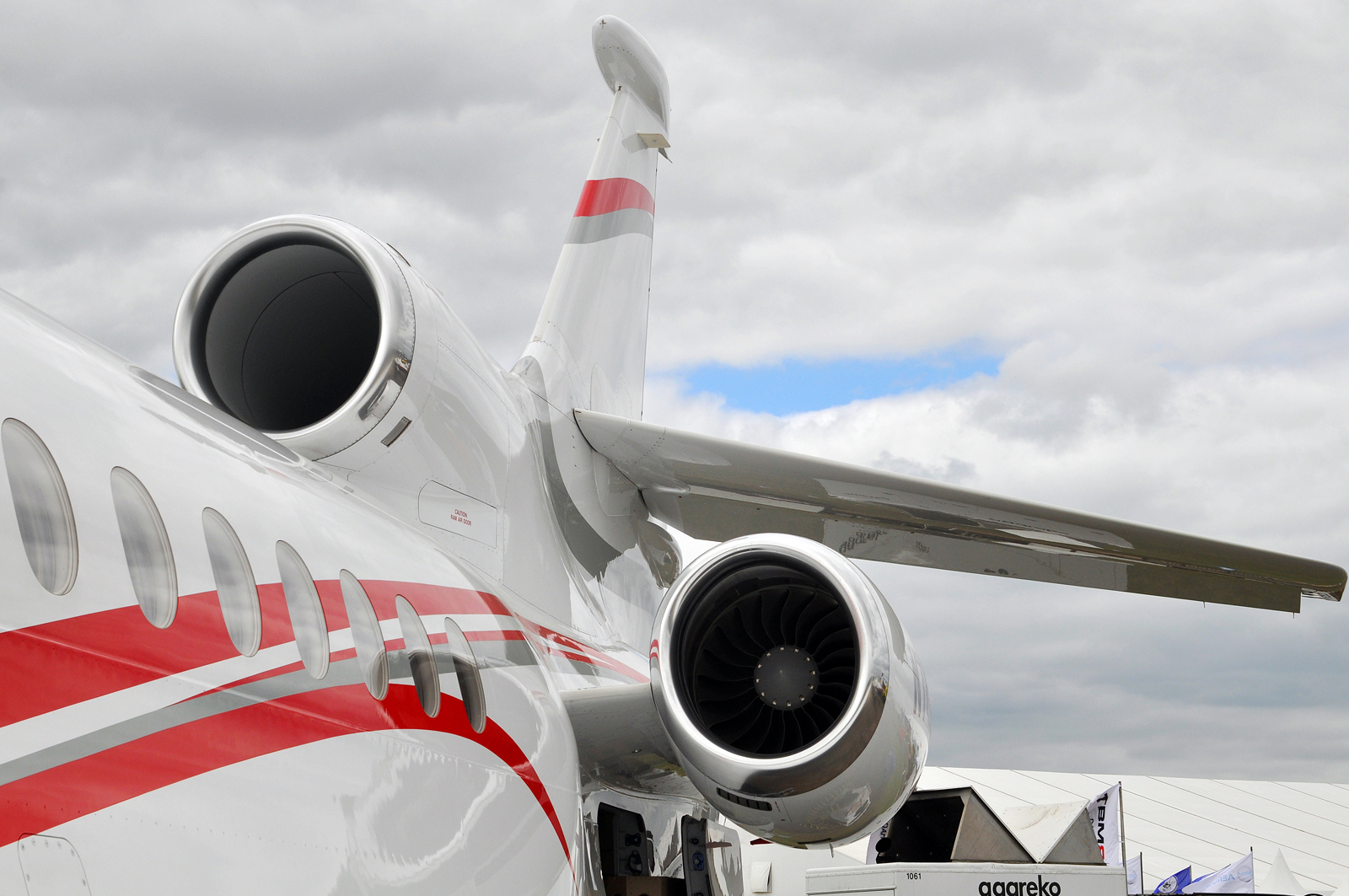
Вид на двигатели Pratt & Whitney Canada PW306, устанавливаемые на Falcon 7X/8X

Dassault представили новый самолет семейства Falcon на Авиасалоне в Ле-Бурже в 2001 году. Была заявлена дальность полета 10 500 км со скоростью 0,88 Маха по сравнению с 8 300 км у Falcon 900EX со скоростью 0,84 Маха. Его новое высоко технологичное крыло на 1,86 м  длиннее, а стреловидность крыла на 5° выше, чем у крыла Falcon 900. Хотя его фюзеляж стал на 20% длиннее, он сохранил то же поперечное сечение кабины, но уже с новым изогнутым лобовым стеклом. Общая тяга трех двигателей самолета составляет 8 160 кгс (80 кН). Она  обеспечивается двигателями Honeywell FX5 новой конструкции или улучшенной версией Pratt & Whitney Canada PW306. Стеклянная кабина EASy, основанная на авионике Honeywell Primus Epic, разработана специально для Falcon 2000EX и 900EX, а управление системами самолета осуществляется электро дистанционно. Запуск серии был запланирован на 2004 год, первые поставки планировались на середину 2006 года.
Falcon 7X оснащен оптимизированными  крыльями  с улучшенным аэродинамическим качеством (на 10% по сравнению со сверхкритическим крылом Falcon 50). Кабина на 2,4 м (8 футов) длиннее, чем у модели 900, и имеет меньшую высоту на 1,8 метра. Турбореактивные двигатели PW307A каждый мощностью 2770 кгс (27,1 кН) были окончательно выбраны среди других вариантов. Другие подрядчики по системам самолета были
- Honeywell - архитектура авионики, вспомогательная силовая установка, пневмосистемы самолета
- Parker Hannifin - системы электроснабжения и тормоза шасси
- TRW Aeronautical Systems - гидромеханические закрылки и системы воздушного тормоза[5].

Имея более 50 твердых заказов, Falcon 7X совершил свой первый полет 5 мая 2005 года, пролетев 1 час 36 минут из Бордо-Мериньяк и начав 1200-часовую программу летных испытаний в проводящуюся в течение 15 месяцев. Второй Falcon 7X планировалось испытывать в июне того же года, а третий с оборудованным пассажирским салоном - в сентябре того же года для испытаний на дальность полета, устойчивость и проверки уровня внутреннего шума. Falcon 7X  достигает уровня шума в салоне в районе 52 дБ, что 4 дБ ниже, чем у других моделей Фалькон. Сертификация была перенесена на конец 2006 года, а первые поставки -  на начало 2007 года.
Впервые Falcon 7X был представлен публике на Парижском авиасалоне 2005 года. Самолет получил сертификат типа Федерального управления гражданской авиации и Европейского агентства авиационной безопасности (EASA) 27 апреля 2007 года. Первый 7X (бортовой номер MSN05), поступил заказчику 15 июня 2007 года. Сотый был доставлен в ноябре 2010 года. В 2014 году компания провела испытания в высокогорном аэропорту Даочэн на высоте 4400 м (14 500 футов).

### Стоимость
В 2001 году Falcon 7X при цене примерно 35 миллионов долларов (цена предсерийного заказа) был почти на 10 миллионов долларов дешевле, чем его ближайшие конкуренты в сегменте рынка дальнемагистральных административных самолетов, включая Gulfstream G550 и Bombardier Global Express. В 2004 году планировалось, что его цена будет на 12% выше, чем у предшественника Falcon 900EX в премиальном исполнении стоимостью 33 миллиона долларов. Стоимость новой модели предполагалась в районе 39,6 миллиона долларов. Его цена составляла 37 миллионов долларов в 2005 году и 41 миллион долларов в 2007 году. В 2017 году его прейскурантная цена составляла 54 миллиона долларов, самолет 3-4-летнего возраста стоил 27-34 миллиона долларов, а 7-9-летний - 19-24 миллиона долларов. Последние рыночные данные за первый квартал 2020 года показывают, что в настоящее время в эксплуатации находится 287 из 289 самолетов с диапазоном запрашиваемой цены от 18 495 000 до 24 800 000 долларов США/ В 2022 году его полная цена составила 54,2 миллиона долларов.

### Конструкция

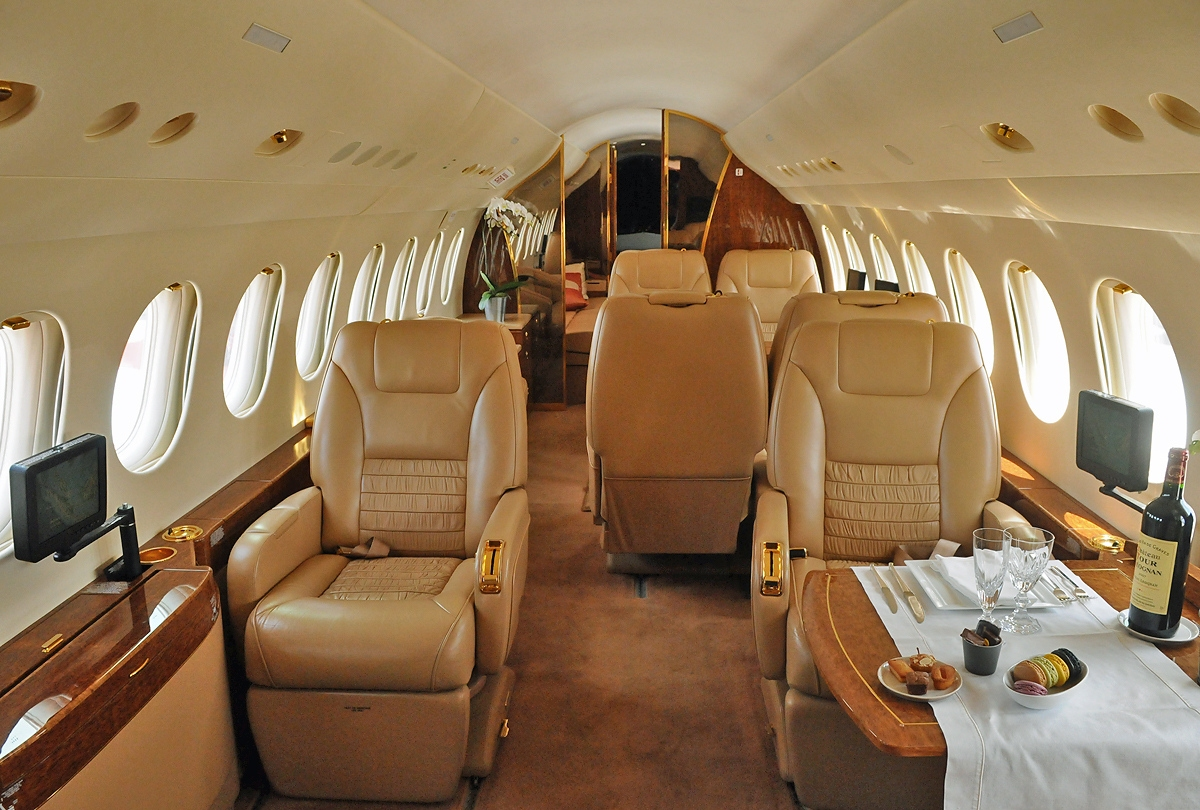
Пассажирский салон Falcon 7X

Falcon 7X — трехмоторный свободнонесущий моноплан с низкорасположенным крылом большой стреловидности. Он имеет горизонтальные стабилизаторы на средней высоте, убирающееся трех опорное шасси, а также три расположенных в задней части фюзеляжа турбовентиляторных двигателя Pratt & Whitney PW307A, два по бокам фюзеляжа и один в центре, а также пассажирский салон и кабину, рассчитанные для 19 пассажиров и 3 членов экипажа. 7X стал первым серийным Фальконом с предустановленными винглетами.
Это первый бизнес-джет с электродистанционной системой управления полной ответственностью (то есть без механического резерва). Авионика представлена комплексом Primus Epic «Enhanced avionics system» (EASy), также представленным на предыдущих самолетах серии Фалькон - 900EX и 2000EX.
Falcon 7X примечателен широким использованием компьютерного проектирования. В Dassault заявляли, что это «первый самолет, полностью спроектированный на виртуальной платформе» с использованием продуктов CATIA и PLM Solutions от Dassault Systemes.
В феврале 2010 года Dassault Aviation и BMW Designworks были награждены премией Good Design Award 2009, учрежденной Европейским центром архитектурного и художественного дизайна за сотрудничество в разработке нового варианта интерьера Falcon 7X. Благодаря специальным опорам двигателя и современным средствам звукоизоляции в салоне самолета очень тихо (ниже 50 дБ) и имеется душ.

### Инцидент стриммерами
EASA приостановило эксплуатацию парка Falcon 7X после сообщения Dassault Aviation о неконтролируемом отклонении триммеров тангажа во время снижения на одном из самолетов в мае 2011 года. Самолет кренился до 41 градуса, коэффициент перегрузки увеличивался до 4,6g, набор высоты составлял от 13 000 до 22 500 футов, скорость - от 300 до 125 узлов.
«Если эта ситуация возникнет снова, она может привести к потере контроля над самолетом», — говорится в уведомлении EASA. Первоначальные результаты расследования показали, что в электронном блоке управления горизонтальным стабилизатором имелся производственный дефект, который мог стать причиной происшествия. В июне 2011 года компания Dassault Aviation доработала устройство управления триммерами, позволяющие продолжить эксплуатацию парка самолетов.
После четырех лет расследования Бюро исследований и анализа гражданской авиации в июне 2016 года опубликовало свой окончательный отчет. Было обнаружено, что неправильные команды подъема  триммира горизонтального стабилизатора были вызваны дефектной пайкой на выводе электронного блока управления, предоставленного Rockwell Collins.

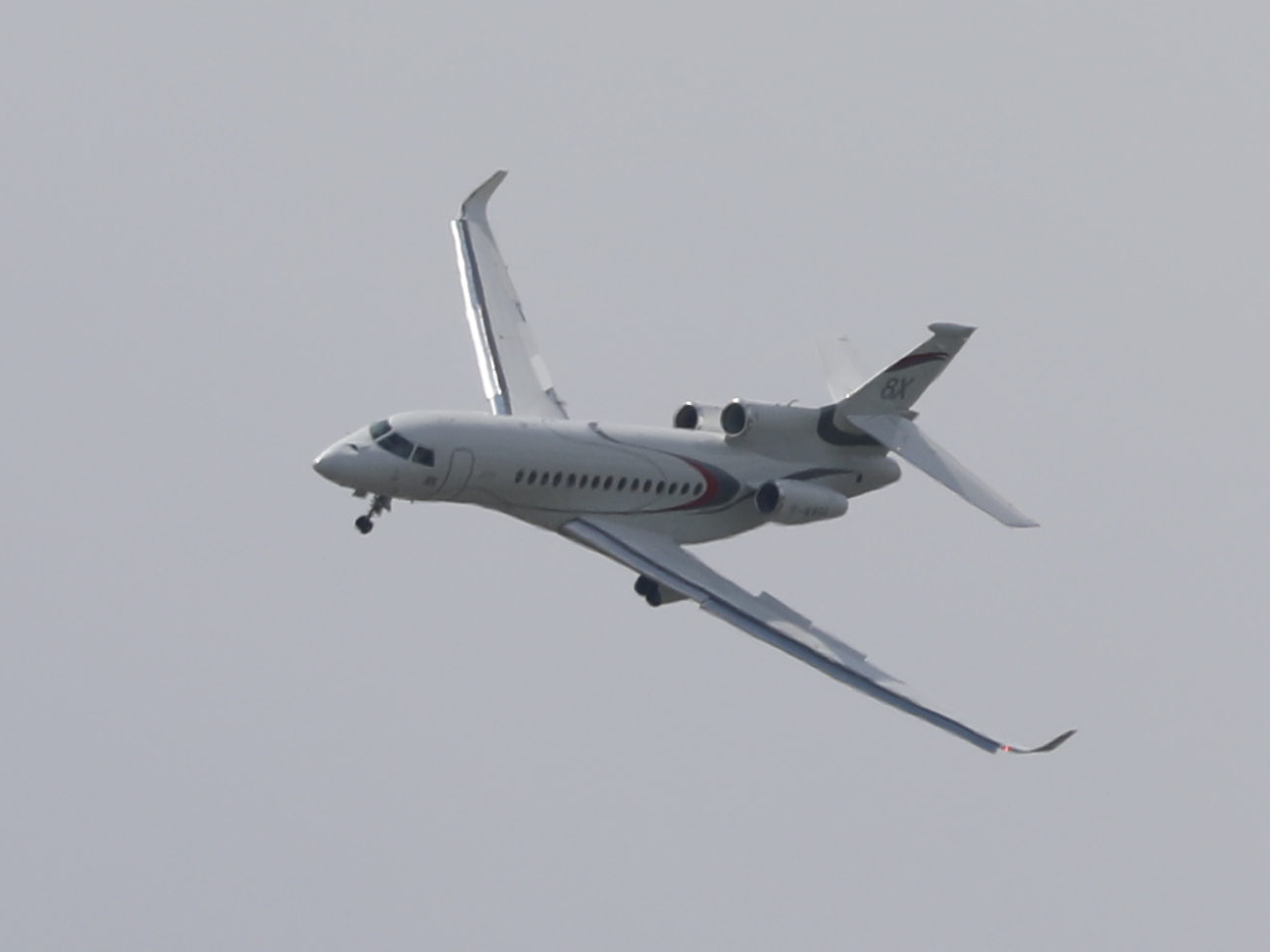
Dassault Falcon 8X на авиашоу в Париже в 2019 году

## Falcon 8X
На выставке European Business Aviation Association в мае 2014 года была представлена модель Falcon 8X с дальностью полета в 11 945 км. Его длина на 1,1 метра больше чем у 7X. Благодаря усовершенствованной конструкции крыла и модернизированному двигателю Pratt & Whitney Canada PW300 модель 8X на 35 % экономичнее своих конкурентов.
Прототип, получивший зарегистрированный номер F-WWQA, впервые вылетел из аэропорта Бордо-Мериньяк 6 февраля 2015 года. Falcon 8X был добавлен как подтип Falcon 7X в сертификат типа EASA 24 июня 2016 года как модификация M1000 для серийной версии базового самолета. 5 октября 2016 года компания Дассо поставила первый Falcon 8X греческому оператору бизнес авиации Amjet Executive. К октябрю 2018 года Falcon 8X FalconEye с системой улучшенного видения был одобрен Федеральным управлением гражданской авиации США и EASA для заходов на посадку с высоты 30 метров, а двойная система улучшенного видения позволит 8X приземлиться в 2020 году без использования естественного зрения.
Мощность каждого из трех модернизированных турбовентиляторных двигателей Pratt & Whitney PW307AD была увеличена на 145 кгс (1,4 кН), и каждый из них стал на 1,5% более экономичным. Максимальная взлетная масса увеличена с 31 800 до 33 100 кг, а запас топлива увеличен на 1 500 кг для увеличения дальности полета на 930 км (500 миль). Конструкция крыла на 270 кг легче за счет использования полимерных материалов. Строгий контроль веса позволяет большинству операторов соответствовать или превосходить расчетные данные пустого веса самолета в 16 700 кг для полностью оборудованного самолета с тремя членами экипажа. Экономичность 8X также обеспечивается тем фактом, что его операционная взлетная масса (Operating empty weight) составляет всего лишь половину максимальной взлетной массы. Расход топлива в первый час составляет 1,8 тонн, а средний расход топлива в крейсерском режиме составляет 1,02 тонны в час. Уровень шума в пассажирском салоне 8X составляет 47 децибел, что на 2-3 децибела меньше чем у базовой версии 7X. В 2022 году стоимость полностью укомплектованного Falcon 8X составляла 62,5 миллиона долларов США.

### Falcon 8X Archange
Falcon Archange — это военизированный вариант Falcon 8X, разрабатываемый для ВВС Франции. Проект запущен в декабре 2019 года в рамках программы самолета стратегической разведки ARCHANGE (Avion de Renseignement à CHArge utile de Nouvelle GENération). Он предназначен для радиотехнической разведки и радиоэлектронной борьбы. Самолет будет оснащен универсальной системой радиоэлектронной борьбы (Capacité Universelle de Guerre Électronique или CUGE), разработанной компанией Thales. В частности, система сможет одновременно обнаруживать и анализировать радиоизлучения и радиосигналы. Thales использует мультиполяризационные антенны, а также применяет технологии искусственного интеллекта для улучшения автоматической обработки данных. Информация, собранная системами, затем будет проанализирована специалистами по радиоэлектронной разведке и анализу и введена в базы данных французских вооруженных сил. Два Falcon 8X Archange заказаны, планируется заказ еще одного. Поставка первого самолета ожидается в 2028 году.

## Операторы
Гражданские операторы
С середины 2007 года по март 2016 года было поставлено более 260 самолетов Falcon 7X, общий налет которых составил более 440 000 часов. В Европе эксплуатировалось 117 самолетов (45% парка): 18 в Швейцарии, 13 во Франции, восемь в Люксембурге, семь в Бельгии, Дании, Германии и Португалии, шесть в России, четыре в Украине и в других странах. Антверпенская компания Flying Group управляет пятью самолетами, Shell Oil имеет четыре в Роттердаме, Dassault Falcon Service в Париже  управляет четырьмя. 20% флота находится в Северной Америке: более 50 в США, шесть в Канаде и пять в Мексике. В Азиатско-Тихоокеанском регионе 14 находятся в Гонконге и 11 в Китае. Planet Nine Private Air LLC, чартерная компания премиум-класса специализирующаяся на рейсах на сверхдальние расстояния, базирующаяся в Лос-Анджелесе, эксплуатирует пять самолетов Falcon 7X. Чартерная авиакомпания Clay Lacy Aviation эксплуатирует самолеты Falcon 7X на обоих побережьях США.

### Правительственные и военные операторы

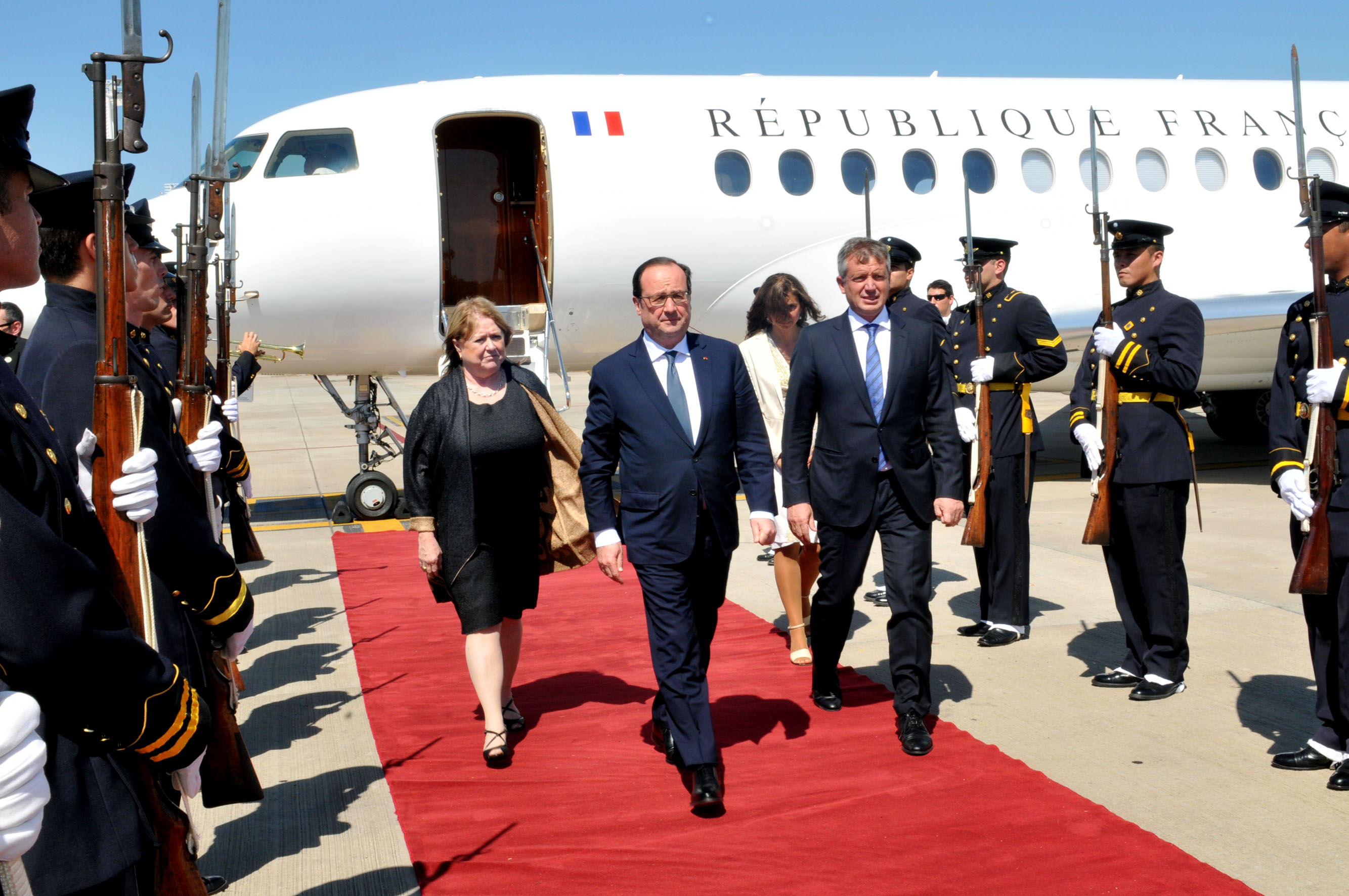
Министр иностранных дел Аргентины Сусана Малькорра и президент Франции Франсуа Олланд на фоне правительственного Dassault Falcon 7X

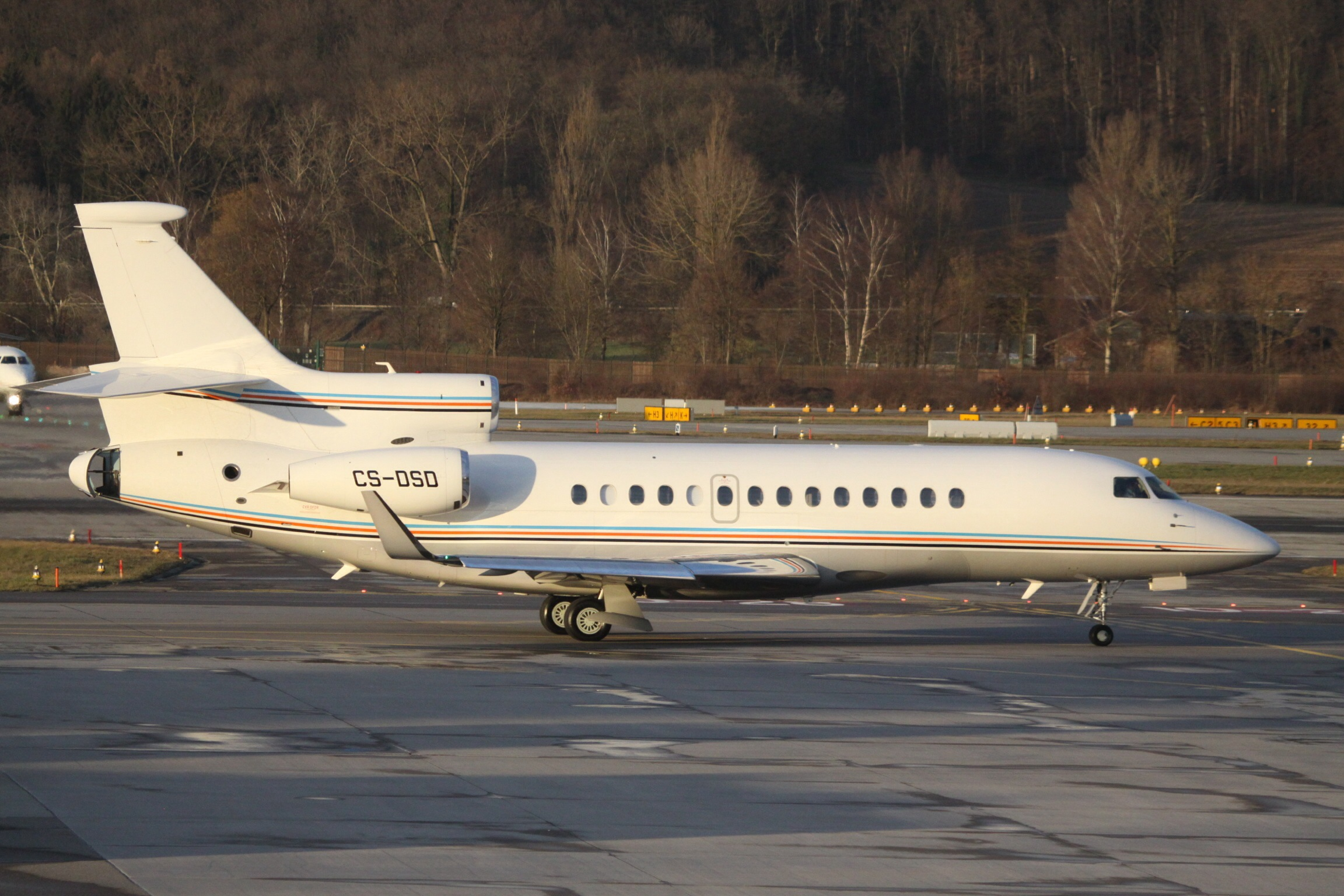
Falcon 7X в аэропорту Цюриха

#### Австралия
ВВС Австралии - три Falcon 7X в аренде для VIP миссий.

#### Бельгия
ВВС Бельгии - два Falcon 7X в сухом лизинге у авиакомпании Luxaviation.

#### Венгрия
ВВС Венгрии - два Falcon 7X.

#### Греция
ВВС Греции - Falcon 7X для административных целей.

#### Египет
ВВС Египта - заказано четыре Falcon 7X. Общая сумма контракта - 337 миллионов долларов США.

#### Индонезия
ВВС Индонезии - один Falcon 7X и один Falcon 8X, находящиеся в 17-й авиаэскадрильи (перевозка лиц руководящего состава). Еще два Falcon 8X заказаны.

#### Монако
Один Falcon 7X, приобретенный в 2013 году для правящего князя Альбера II.

#### Намибия
Правительство Намибии - приобретен один Falcon 7X в 2009 году.

#### Нигерия
ВВС Нигерии - на вооружении две единицы Falcon 7X.

#### Российская Федерация
Специальный лётный отряд «Россия» - два самолета Falcon 7X для перевозки высших должностных лиц государства.

#### Франция
ВКС Франции - два Falcon 7X поставлены в 2009 году в 60-ю транспортную эскадрилью, занимающуюся перевозкой правительства и президента Франции. Два Falcon 8X Archange (версия для радиоразведки и радиоэлектронной борьбы) заказаны для замены находящихся на вооружении C.160 Transall Gabriel.

#### Эквадор
ВВС Эквадора - один Falcon 7X поставлен в 2013 году.

## Технические характеристики
- Максимальный взлётный вес, кг 31752
- Экипаж, чел. 2
- Максимальное число пассажиров 19
- Длина салона, м 11,90
- Ширина салона, м 2,34
- Высота салона, м 1,88
- Объём салона, м³ 42,48
- Дальность, км 11020
- Крейсерская скорость, км/ч 904
- Практический потолок, м 15550
- Длина самолёта, м 23,19
- Высота, м 7,83
- Размах крыла, м 26,21
- Длина разбега (при полных баках, 8 пассажирах, 3 членах экипажа, на уровне моря), м 1680
- Длина пробега (при максимальном посадочном весе), м 1190
- Двигатели Pratt & Whitney Canada PW300[англ.] (версии A/D)